# Bugzilla
Bugzilla är ett webbaserat datorprogram som används för att registrera och organisera funna buggar i olika program. Bugzilla utvecklades och används av Projektet Mozilla. Programmet släpptes som open source av Netscape Communications år 1998. Bugzilla används idag[när?] av ett flertal organisationer för att hitta felaktigheter i program. Programmet är licensierat under Mozilla Public License.

## Historia
Bugzilla skrevs ursprungligen av Terry Weissman 1998 för det framväxande Mozilla.org-projektet. Det är ett open source-program som sedan sattes i bruk vid Netscape Communications för att spåra fel i Netscape Communicator. Det skrevs från början i Tcl men Weissman bestämde att portera Bugzilla till Perl innan den släpptes som en del av Netscape tidiga öppen källkod. De hoppades att fler människor skulle kunna bidra till det eftersom Perl var ett populärt språk vid den tidpunkten.